# Визуализация техпроцесса
Визуализация техпроцесса — способ отображения информации о состоянии технологического оборудования и параметрах технологического процесса на мониторе компьютера или операторской панели в системе автоматического управления в промышленности, предусматривающий также графические способы управления техпроцессом. Система визуализации должна учитывать требования, предъявляемые к человеко-машинному интерфейсу. Визуализация техпроцесса реализуется в ряде экранов или окон, которые могут представлять собой иерархическую систему. В основе системы отображения лежит мнемосхема техпроцесса, статическое изображение в визуально простой и интуитивно понятной форме показывающей элементы оборудования, возможно, обрабатываемые материалы и продукцию, и их взаимодействие, порядок обработки. Статическая мнемосхема оживляется — анимируется, отображая реальное состояние оборудования и сырья. При этом используются различные методы:
- Изменение цвета объекта в зависимости от его состояния. Например, в соответствии с требованиями эргономики, опасные или аварийные объекты окрашиваются в красный цвет. Можно также использовать мигающую (вспыхивающую) окраску.
- Изменение графического образа в зависимости от состояния объекта. Например, полный или пустой контейнер, положение ручки рубильника.
- Использование мультипликации, то есть последовательности быстро сменяющихся кадров
- Перемещение объектов по экрану
- Изменение размера объекта

Современные средства вычислительной техники и мониторы обладают богатыми графическими возможностями, широкое использование которых может войти в противоречие с требованиями эргономики. Так, для отображения состояния системы нельзя использовать богатой цветовой палитры. Представление информации должно ограничиваться простыми и однозначно воспринимаемыми цветами (красный, зелёный, жёлтый, белый, чёрный, серый). Нельзя использовать и слишком мелкий шрифт в надписях. Чрезмерное увлечение динамическими картинами, например, мультипликацией отвлекает и утомляет оператора. Ухудшает восприятие и использование фотореалистичных изображений объектов.
Для управления техпроцессом на мнемосхеме располагаются элементы графического интерфейса, чаще всего типовые для современного программного обеспечения: окна ввода-вывода, кнопки, ползунки (слайдеры). Кроме этого могут использоваться события, например, щелчки кнопками мыши, на элементах изображения.
В дополнение к динамизированной мнемосхеме используются специальные или расположенные поверх мнемосхемы окна, в которых отображаются зависимости параметров техпроцесса от времени, а также текстовые сообщения о состоянии системы и действиях оператора.
Современные средства проектирования операторских систем управления SCADA, как правило содержат встроенные редакторы, позволяющие осуществить все задачи проектирования визуализации.